# Trichocerota
Trichocerota is een geslacht van vlinders uit de familie van de wespvlinders (Sesiidae), onderfamilie Tinthiinae.
Trichocerota is voor het eerst wetenschappelijk beschreven door George Francis Hampson in 1893. De typesoort is Trichocerota ruficincta.

## Soorten
Trichocerota omvat de volgende soorten:
- T. alectra (Arita & Gorbunov, 1995)
- T. antigama Meyrick, 1926
- T. bicolor (Le Cerf, 1917)
- T. brachythyra Hampson, 1919
- T. constricta (Butler, 1878)
- T. cupreipennis (Walker, 1865)
- T. diplotima Meyrick, 1926
- T. dizona Hampson, 1919
- T. erythranches Meyrick, 1926
- T. formosana Arita & Gorbunov, 2002
- T. fulvistriga Hampson, 1919
- T. hoplisiformis (Mann, 1864)
- T. intervenata Hampson, 1919
- T. lambornella (Durrant, 1913)
- T. leiaeformis (Walker, 1856)
- T. linozona Meyrick, 1926
- T. melli Kallies & Arita, 2001
- T. myrmosaeformis (Herrich-Schäffer, 1845)
- T. phoenosoma Meyrick, 1930
- T. proxima Le Cerf, 1916
- T. radians Hampson, 1919
- T. rubripectus (Xu & Liu, 1993)
- T. ruficincta Hampson, 1893
- T. spilogastra (Le Cerf, 1916)
- T. suisharyonis (Strand, 1916)
- T. tianpingensis (Xu & Liu, 1993)
- T. univitta Hampson, 1900